# 盔齒龍屬
盔齒龍屬（屬名：Acerosodontosaurus）是種已滅絕雙孔亞綱爬行動物，屬於楊氏蜥形目坦噶蜥科，生存於二疊紀晚期的馬達加斯加，可能是種半水生爬行動物。目前僅發現一個部分身體骨骼、部分四肢、被擠壓破碎的頭顱骨，是個未成年個體。盔齒龍被估計生前約60到70公分，外型類似現代蜥蜴。盔齒龍的化石發現於海相沉積層，顯示牠們可能是水生爬行動物。

## 外部連結
- https://web.archive.org/web/20081201082119/http://www.permiantetrapods.net/acerosodontosaurus.htm
- https://web.archive.org/web/20070317120621/http://www.permiantetrapods.net/acerosodontosaurus%20skeleton.htm